# 蓬托尔松 (旧市镇)
蓬托尔松（法語：Pontorson，法語發音：[pɔ̃tɔʁsɔ̃]）是法国芒什省的一个旧市镇，属于阿夫朗什区。2016年，蓬托尔松与市镇马塞、韦塞合并为新的蓬托尔松。

## 地理
蓬托尔松（48°33'12"N, 1°30'26"W）面积43.01 平方千米，位于法国诺曼底大区芒什省，该省份为法国西北部沿海省份，西、北、东北三面环大西洋，东起顺时针与卡爾瓦多斯省、奧恩省、马耶讷省和伊勒-维莱讷省接壤。
与蓬托尔松接壤的市镇（或旧市镇、城区）包括：普莱讷富热尔、圣乔治德格雷艾涅、苏热阿勒、欧塞拉普莱讷、博瓦尔、滨海于讷、马塞、勒蒙-圣米歇尔、塔尼、韦塞。

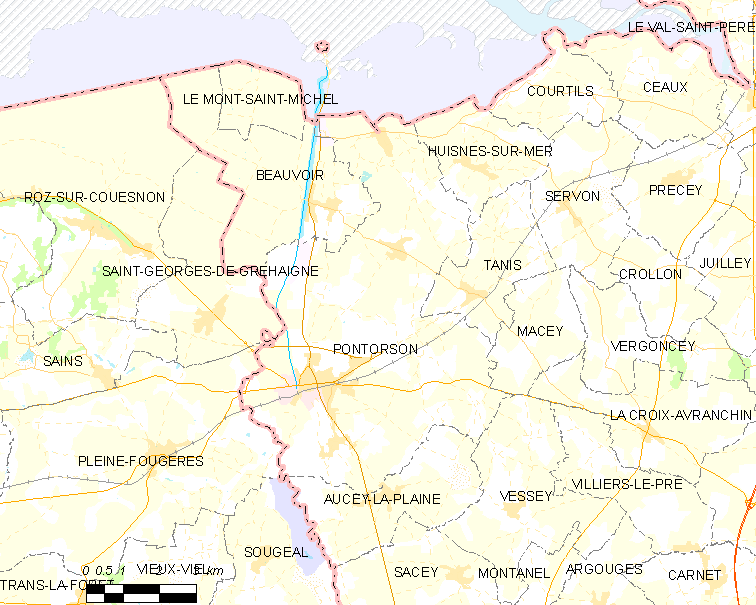
的OSM定位图

蓬托尔松的时区为UTC+01:00、UTC+02:00（夏令时）。

## 行政
蓬托尔松的邮政编码为50170，INSEE市镇编码为50410。

## 政治
蓬托尔松所属的省级选区为蓬托尔松县。

## 人口

1962-2008年间人口变化图示

蓬托尔松于2018年1月1日时的人口数量为3837人。